# جايسون جونسون (لاعب كرة قدم أمريكية)
جايسون جونسون (بالإنجليزية: Jason Johnson)‏ هو لاعب كرة قدم أمريكية أمريكي، ولد في 8 نوفمبر 1965 في غاري في الولايات المتحدة.

## وصلات خارجية
- جايسون جونسون على موقع مرجع كرة القدم المحترفة.كوم (الإنجليزية)
- جايسون جونسون على موقع JustSportsStats.com (الإنجليزية)